# Matthias Habich
Matthias Habich, né le 12 janvier 1940 à Danzig, Pologne est un acteur allemand.

## Biographie
Matthias Habich est né le 12 janvier 1940 à Danzig, Pologne.
Il a grandi à Hambourg-Harburg et a fréquenté l'Université d'État de musique et de théâtre après avoir obtenu son diplôme d'études secondaires au lycée Alexander von Humboldt.
Il a étudié au Conservatoire de Paris pendant un semestre en 1966 et a pris des cours de théâtre chez  Lee Strasberg aux États-Unis.

## Filmographie

### Cinéma

#### Longs métrages
- 1974 : Fluchtgefahr de Markus Imhoof : Winarski
- 1976 : Le Coup de grâce (Der Fangschuß) de Volker Schlöndorff : Erich von Lhomond
- 1977 : Le Point de mire de Jean-Claude Tramont : Bruno Staub
- 1977 : Der Mädchenkrieg de Bernhard Sinkel : Jan Amery
- 1978 : Taugenichts de Bernhard Sinkel : Leonard
- 1980 : Die Reinheit des Herzens de Robert van Ackeren : Jean
- 1982 : L'Impératif (Imperativ) de Krzysztof Zanussi : Le théologiste
- 1983 : Cœur de braises (Glut) de Thomas Koerfer : Albert Korb
- 1984 : Les Morfalous d'Henri Verneuil : Karl
- 1987 : Pink Palace, Paradise Beach de Milan Dor : Daniel
- 1988 : Le Passager - Welcome to Germany (Der Passagier – Welcome to Germany) de Thomas Brasch : Körner
- 1988 : À corps perdu de Léa Pool : Pierre Kurwenal
- 1989 : L'Orchestre rouge de Jacques Rouffio : Harro Schulze-Boysen
- 1990 : Le Compagnon de voyage de Ludvík Ráža : Magnus, le sorcier
- 1990 : Farendj de Sabine Prenczina : Bruno
- 1991 : La Demoiselle sauvage de Léa Pool : Élysée
- 1991 : Der Fall Ö. de Rainer Simon : Hauptmann / Teiresias
- 1995 : Noir comme le souvenir de Jean-Pierre Mocky : Chris Corday
- 1996 : Au-delà du silence (Jenseits der Stille) de Caroline Link : Gregor
- 1997 : Im Namen der Unschuld d'Andreas Kleinert : Commissaire Norbert Michaelis
- 2001 : Stalingrad de Jean-Jacques Annaud : Général Friedrich Paulus
- 2001 : Nowhere in Africa (Nirgendwo in Afrika) de Caroline Link : Walter Süßkind
- 2001 : Boran d'Alexander Berner : Boran
- 2003 : Le triomphe de la passion (Raus ins Leben) de Vivian Naefe : Michael Berkhoff
- 2004 : La Chute (Der Untergang) d'Oliver Hirschbiegel : Professeur Werner Haase
- 2005 : Unkenrufe de Robert Gliński : Alexander Reschke
- 2007 : Chaotique Ana (Caótica Ana) de Julio Medem : Klaus
- 2008 : The Reader de Stephen Daldry : Peter Berg
- 2009 : La Trêve (Waffenstillstand) de Lancelot von Naso : Alain Laroche
- 2010 : Nanga Parbat - L'ascension extrême (Nanga Parbat) de Joseph Vilsmaier : Le prêtre
- 2013 : Der Geschmack von Apfelkernen de Vivian Naefe : Carsten Lexow
- 2014 : Where I Belong de Fritz Urschitz : Friedrich
- 2014 : Altersglühen - Speed Dating für Senioren de Jan Georg Schütte : Helge Löns
- 2015 : Die abhandene Welt de Margarethe von Trotta : Paul Kromberger
- 2016 : Berlin Syndrome de Cate Shortland : Erich Werner
- 2017 : Conni und Co 2 - Das Geheimnis des T-Rex de Til Schweiger et Torsten Künstler : Ingo Jonas
- 2020 : Narziss und Goldmund de Stefan Ruzowitzky : Burgherr
- 2020 : Lassie : La Route de l'aventure (Lassie - Eine abenteuerliche Reise) d'Hanno Olderdissen : Graf von Sprengel

### Télévision

#### Séries télévisées
- 1965 : Der Forellenhof : Georg Wengler
- 1973 : Les Aventures extraordinaires du baron von Trenck (Die Merkwürdige Lebensgeschichte des Friedrich Freiherrn von der Trenck) : Friedrich von der Trenck
- 1975 : Des Christoffel von Grimmelshausen abenteuerlicher Simplicissimus : Simplex
- 1975 : Benjowski (Die unfreiwilligen Reisen des Moritz August Benjowski) : Orlov
- 1982 : Jack Holborn : Capitaine Sharingham
- 1985 : Schöne Ferien : Wolf Blankenburg
- 1991 : Detective Extralarge : Dr Shuby
- 1995 : Deutschlandlied : Konrad Schuhbeck
- 1996 : Anwalt Abel : Le procureur
- 1996 / 2009 / 2016 : Tatort : Professeur Sorensky / Roland Plauer / Maximilian Heinrich
- 1999 : Klemperer – Ein Leben in Deutschland : Victor Klemperer
- 2000 : Jahrestage : Heinrich Cresspahl
- 2003 : Bella Block : Henning Harmsen
- 2007 : Afrika, mon amour : Dr Franz Lukas
- 2007 : Giganten : Alexander von Humboldt
- 2009 : SOKO Kitzbühel : Franz Koch
- 2010 : Bloch : Martin Weidner
- 2012 : Liebe am Fjord : Henrik Agdestein
- 2022 : Safe : Robert Engels

#### Téléfilms
- 1972 : Das Klavier de Fritz Umgelter : Arthur Rödlich
- 1978 : Ursula d'Egon Günther : Zwingli
- 1987 : Der Schrei der Eule de Tom Toelle : Robert Forster
- 1990 : Duo de Claude Santelli : Ambrosius
- 1990 : Le Compagnon de voyage (Vandronik) de Ludvík Ráža : Magnus
- 1991 : Die Entführung aus dem Serail de Claus Viller : Selim
- 1992 : Das letzte U-Boot de Frank Beyer : Général Mellenberg
- 1992 : Princesse Alexandra de Denis Amar et Pierre D'Hoffelize : Franz
- 1993 : Ce que savait Maisie d'Édouard Molinaro : Bertrand Farange
- 1997 : Das Urteil d'Oliver Hirschbiegel : L'étranger
- 1997 : Die Rättin de Martin Buchhorn : Markus Frank
- 1998 : Babyraub - Kinder fremder Mächte d'Elodie Keene : Horst Glockner
- 1999 : Picknick im Schnee de Tomy Wigand : Johannes Breutigam
- 2003 : Trenck, l'insoumis (Trenck – Zwei Herzen gegen die Krone) de Gernot Roll : Général Von Habich
- 2003 : Zwei Tage Hoffnung de Peter Keglevic : Otto Kaminski
- 2004 : Imperium : Nerone de Paul Marcus : Sénèque
- 2005 : Pas de ciel au-dessus de l'Afrique (Kein Himmel über Afrika) de Roland Suso Richter : Richard
- 2005 : Le murmure des vagues (Wellen) de Vivian Naefe : Rolf von Buttlär
- 2005 : Küss mich, Hexe ! de Diethard Küster : Un homme
- 2006 : Noces d'argent (Silberhochzeit) de Matti Geschonneck : Ben
- 2007 : Schuld und Unschuld de Marcus O. Rosenmüller : Friedrich Fischer
- 2009 : Ein halbes Leben de Nikolaus Leytner : Peter Grabowski
- 2010 : Die Schwester de Margarethe von Trotta : Gregor Antonion
- 2010 : Une dernière fois (Letzter Moment) de Sathyan Ramesh : Peter Romberg
- 2010 : Morgen musst Du sterben de Niki Stein : Peter
- 2012 : Und alle haben geschwiegen de Dror Zahavi : Paul
- 2012 : Das Kindermädchen de Carlo Rola : Utz von Zernikow
- 2014 : Die Toten von Hameln de Christian von Castelberg : Dr Georg Bischoff
- 2015 : Ein großer Aufbruch de Matti Geschonneck : Holm Hardenberg
- 2015 : Das Gewinnerlos de Patrick Winczewski : Georg Freudenreich
- 2016 : Matthiesens Töchter de Titus Selge : Matthiesen
- 2018 : Das Leben vor mir d'Anna Justice : Cornelius
- 2020 : Playing God de Lars Kraume : Richard Gärtner